# 조스 (나이지리아)
조스(Jos)는 나이지리아 플래토주의 주도이다.

## 역사

### 2008년 조스 폭동
2008년 조스에서 일어난 폭동은 11월 28일부터 다음 날까지 진행된 지역 선거 결과를 둘러싸고 크리스찬과 무슬림 사이의 갈등으로 일어났다. 이틀에 걸친 폭동으로 400명 이상이 다치고 381명이 죽었다.
선거 관리 요원(electoral worker)들은 선거 결과를 공개하지 않았고, 인민민주당(People's Democratic Party)의 티모시 걍 부바(Timothy Gyang Buba)가 당선됐다는 소문만이 퍼졌다. 그러자 나이지리아 북부의 대다수를 차지만 무슬림 세력이 선거 결과에 항의하기 시작했고, 부바를 지지하는 크리스찬들과 싸우기에 이르렀다.
플래토 주지사 조나 장이 조스의 네 구역에 대해 하루 동안의 통행 금지령을 내렸고, 더 이상의 폭력을 막기 위해 출동한 군대로 하여금 구역에 나온 사람을 보는 순간 총을 쏘는 것을 허용했다. 조스와 관련된 비행 일정은 취소되었고 조스의 북쪽 진입로를 봉쇄했다. 군대는 11월 30일에 도착해 질서를 회복시켰다.
크리스찬과 무슬림 사이에는 비슷한 폭동이 2001년에도 있었다.

## 기후
| 조스의 기후                                                               | 조스의 기후 | 조스의 기후 | 조스의 기후 | 조스의 기후 | 조스의 기후  | 조스의 기후  | 조스의 기후  | 조스의 기후   | 조스의 기후  | 조스의 기후 | 조스의 기후 | 조스의 기후 | 조스의 기후     |
| 월                                                                        | 1월         | 2월         | 3월         | 4월         | 5월          | 6월          | 7월          | 8월           | 9월          | 10월        | 11월        | 12월        | 연간            |
| ------------------------------------------------------------------------- | ----------- | ----------- | ----------- | ----------- | ------------ | ------------ | ------------ | ------------- | ------------ | ----------- | ----------- | ----------- | --------------- |
| 역대 최고 기온 °C (°F)                                                    | 35.0 (95.0) | 34.5 (94.1) | 35.6 (96.1) | 36.0 (96.8) | 35.3 (95.5)  | 32.2 (90.0)  | 29.2 (84.6)  | 30.0 (86.0)   | 29.5 (85.1)  | 34.0 (93.2) | 31.7 (89.1) | 32.0 (89.6) | 36.0 (96.8)     |
| 일평균 최고 기온 °C (°F)                                                  | 28.3 (82.9) | 30.2 (86.4) | 31.9 (89.4) | 30.8 (87.4) | 28.4 (83.1)  | 26.4 (79.5)  | 24.6 (76.3)  | 24.1 (75.4)   | 26.0 (78.8)  | 27.5 (81.5) | 28.3 (82.9) | 28.0 (82.4) | 27.9 (82.2)     |
| 일일 평균 기온 °C (°F)                                                    | 20.0 (68.0) | 22.1 (71.8) | 24.5 (76.1) | 24.7 (76.5) | 23.4 (74.1)  | 21.9 (71.4)  | 20.8 (69.4)  | 20.5 (68.9)   | 21.4 (70.5)  | 21.9 (71.4) | 20.8 (69.4) | 19.8 (67.6) | 21.8 (71.2)     |
| 일평균 최저 기온 °C (°F)                                                  | 11.8 (53.2) | 14.0 (57.2) | 17.0 (62.6) | 18.6 (65.5) | 18.4 (65.1)  | 17.5 (63.5)  | 17.0 (62.6)  | 16.9 (62.4)   | 16.8 (62.2)  | 16.4 (61.5) | 13.3 (55.9) | 11.5 (52.7) | 15.8 (60.4)     |
| 역대 최저 기온 °C (°F)                                                    | 1.1 (34.0)  | 7.2 (45.0)  | 10.0 (50.0) | 12.5 (54.5) | 12.0 (53.6)  | 13.0 (55.4)  | 11.0 (51.8)  | 9.5 (49.1)    | 10.0 (50.0)  | 10.0 (50.0) | 8.0 (46.4)  | 6.0 (42.8)  | 1.1 (34.0)      |
| 평균 강수량 mm (인치)                                                     | 0.4 (0.02)  | 5.1 (0.20)  | 13.4 (0.53) | 93.2 (3.67) | 176.5 (6.95) | 207.1 (8.15) | 248.7 (9.79) | 255.5 (10.06) | 181.9 (7.16) | 58.7 (2.31) | 1.2 (0.05)  | 1.2 (0.05)  | 1,242.9 (48.93) |
| 평균 강수일수 (≥ 1.0 mm)                                                  | 0.1         | 0.3         | 1.2         | 6.8         | 13.3         | 14.7         | 19.0         | 19.6          | 15.1         | 5.9         | 0.1         | 0.2         | 96.3            |
| 평균 상대 습도 (%)                                                        | 21.5        | 20.6        | 28.7        | 52.7        | 70.3         | 76.7         | 81.7         | 86.1          | 83.1         | 73.2        | 47.0        | 29.4        | 55.9            |
| 평균 월간 일조시간                                                        | 282.1       | 254.8       | 238.7       | 204.0       | 204.6        | 198.0        | 158.1        | 139.5         | 177.0        | 238.7       | 285.0       | 288.3       | 2,668.8         |
| 가능 일조율                                                               | 79          | 78          | 64          | 56          | 53           | 53           | 41           | 37            | 49           | 65          | 82          | 81          | 61              |
| 출처 1: 미국 해양대기청 (평년값/극값: 1991년~2020년, 일조: 1961년~1990년) |             |             |             |             |              |              |              |               |              |             |             |             |                 |
| 출처 2: 독일 기상청 (극값: 1947년~1970년)                                 |             |             |             |             |              |              |              |               |              |             |             |             |                 |